# St. Urbanus (Rhade)

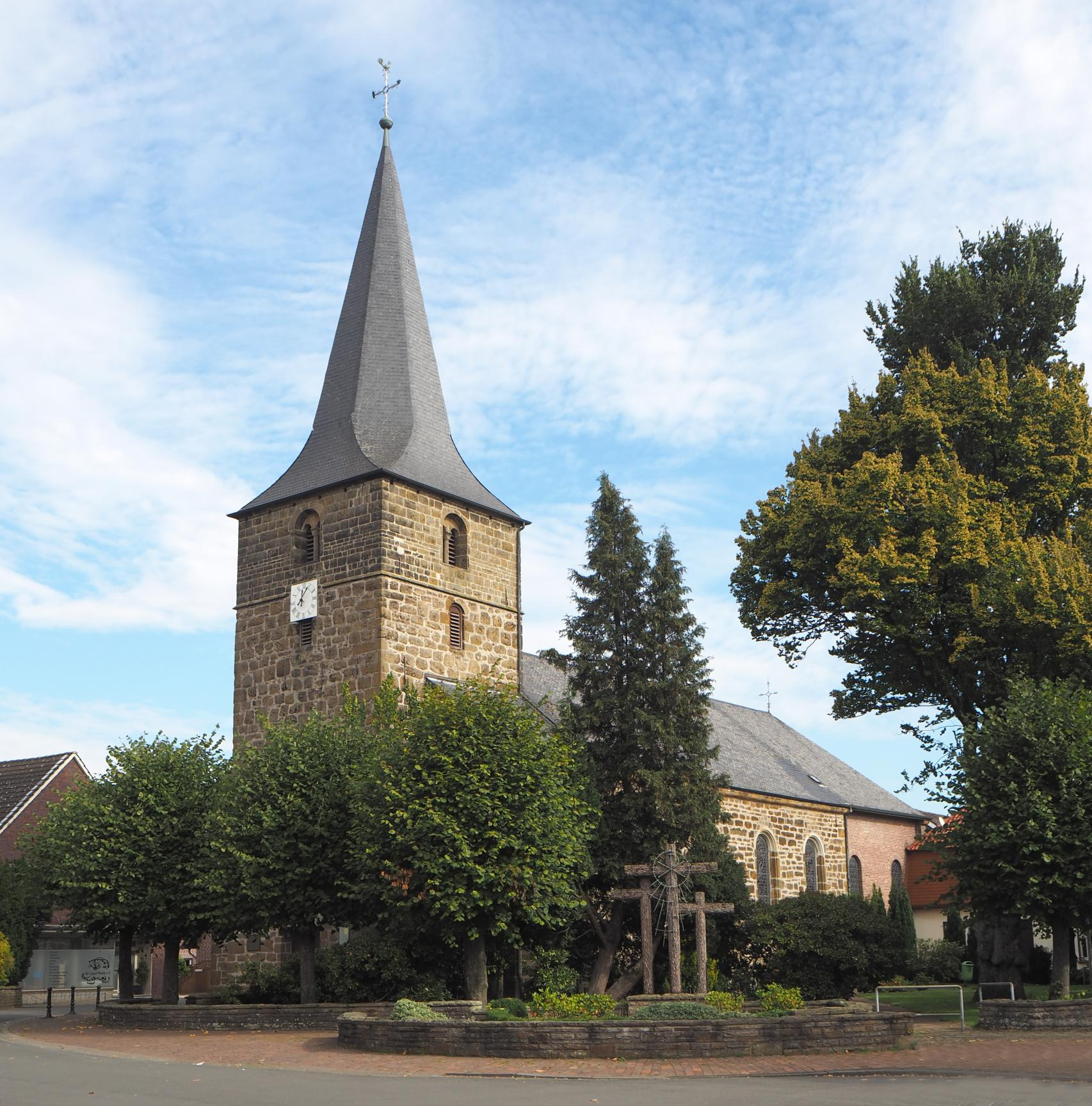
St. Urbanus in Rhade

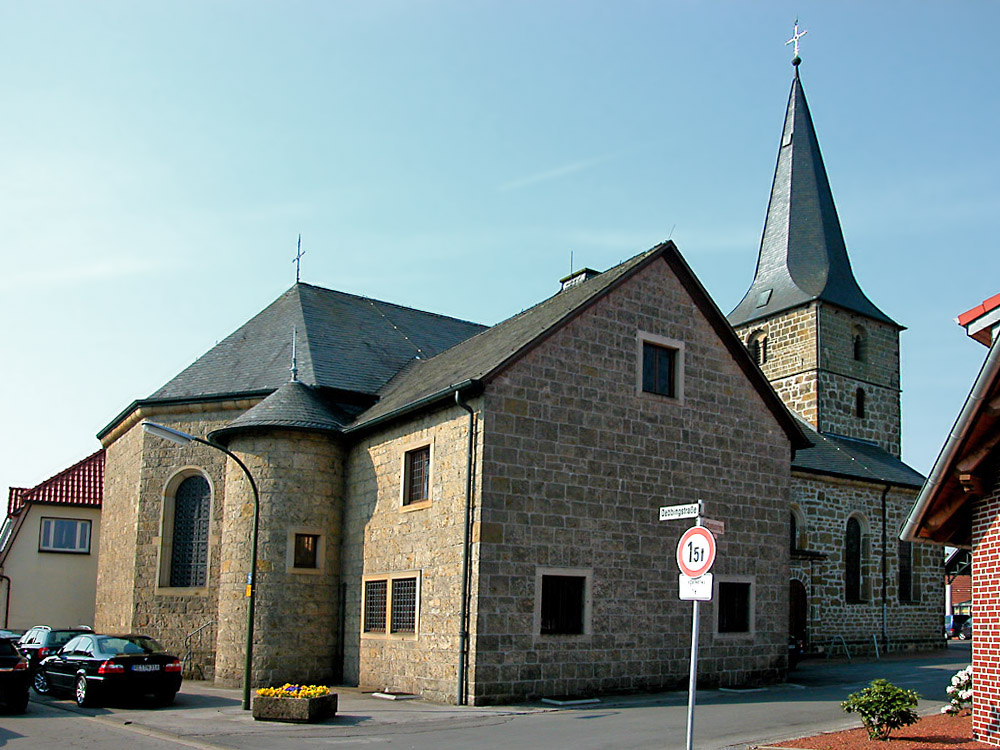
St. Urbanus von Nordosten
Chor und Sakristei

Die katholische Dorfkirche St. Urbanus ist eine dreischiffige Hallenkirche aus dem 19. Jahrhundert. Sie liegt im Zentrum des Ortes Rhade, der seit 1975 Stadtteil von Dorsten (Nordrhein-Westfalen) ist. Die Kirche ist dem Papst Urban V. geweiht, der im 14. Jahrhundert lebte.

## Außenbau
Es handelt sich um einen schlichten Bau, der zum größten Teil in aus Werksteinmauerwerk ausgeführt ist. Nur der östliche Bereich zeigt z. T. Backsteinmauerwerk, es handelt sich dabei um eine nachträgliche Verlängerung des Langhauses. Sowohl im ursprünglichen, als auch im angefügten Teil weist das Langhaus Rundbogenfenster auf.
Der dreigeschossige Turm ist in das Langhaus eingezogen. Die oberen Schallöffnungen haben die Form von Biforien, das sind zwei durch eine Mittelsäule gekuppelte Fenster, die dem romanischen Baustil nachempfunden sind. Das spitze Zeltdach des Turms ist wie auch das Langhausdach schiefergedeckt.

## Inneres
Das Innere ist als dreischiffige Hallenkirche gestaltet. Von schlichten Säulen getragene Rundbögen trennen das Hauptschiff von den Seitenschiffen. Das tonnenförmige Gewölbe wird durch Gurtbögen strukturiert.
Von der Ausstattung sind besonders die Stockmann-Orgel von 1998 und die Skulptur des Heiligen Urbanus zu nennen, die aus dem Jahr 1725 stammt.

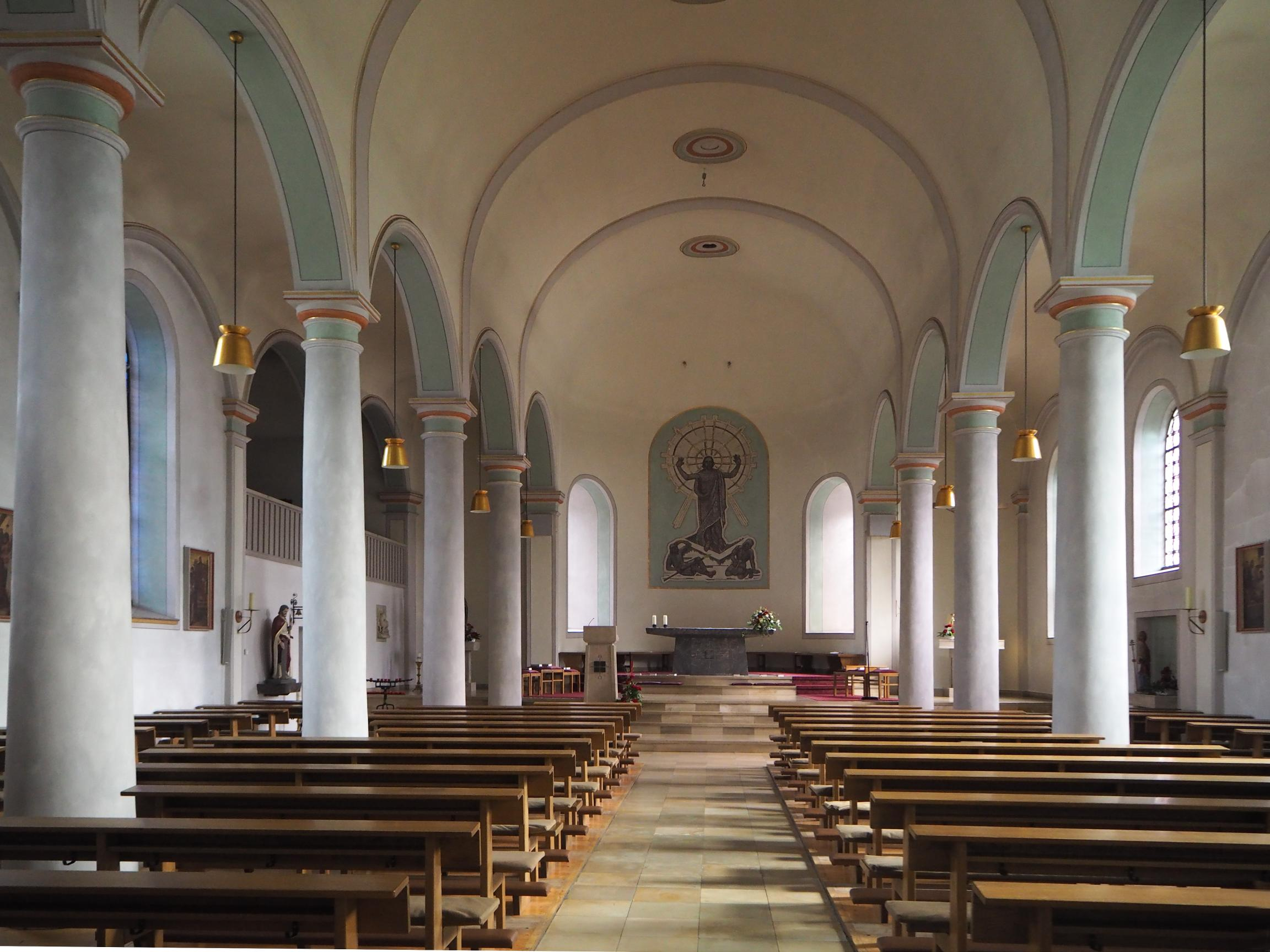
Kircheninneres nach Osten
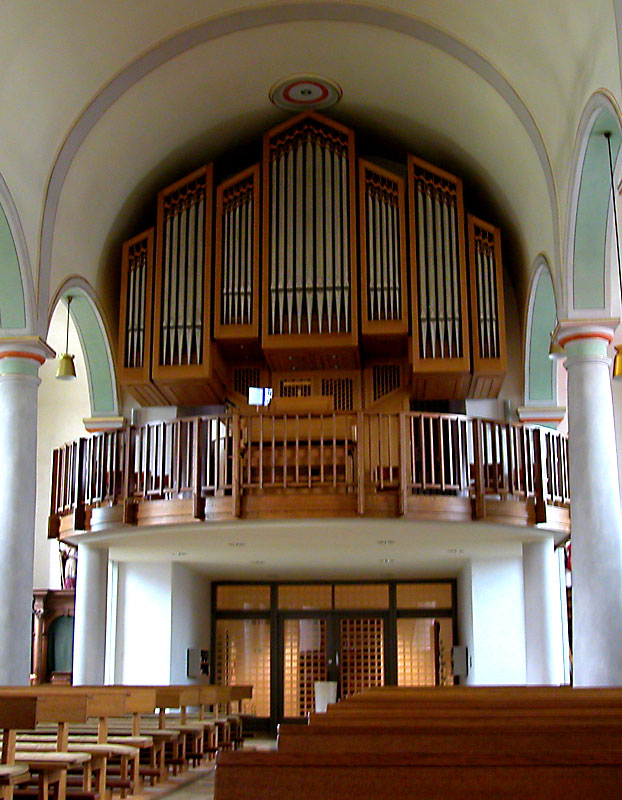
Die Stockmann-Orgel (1998)
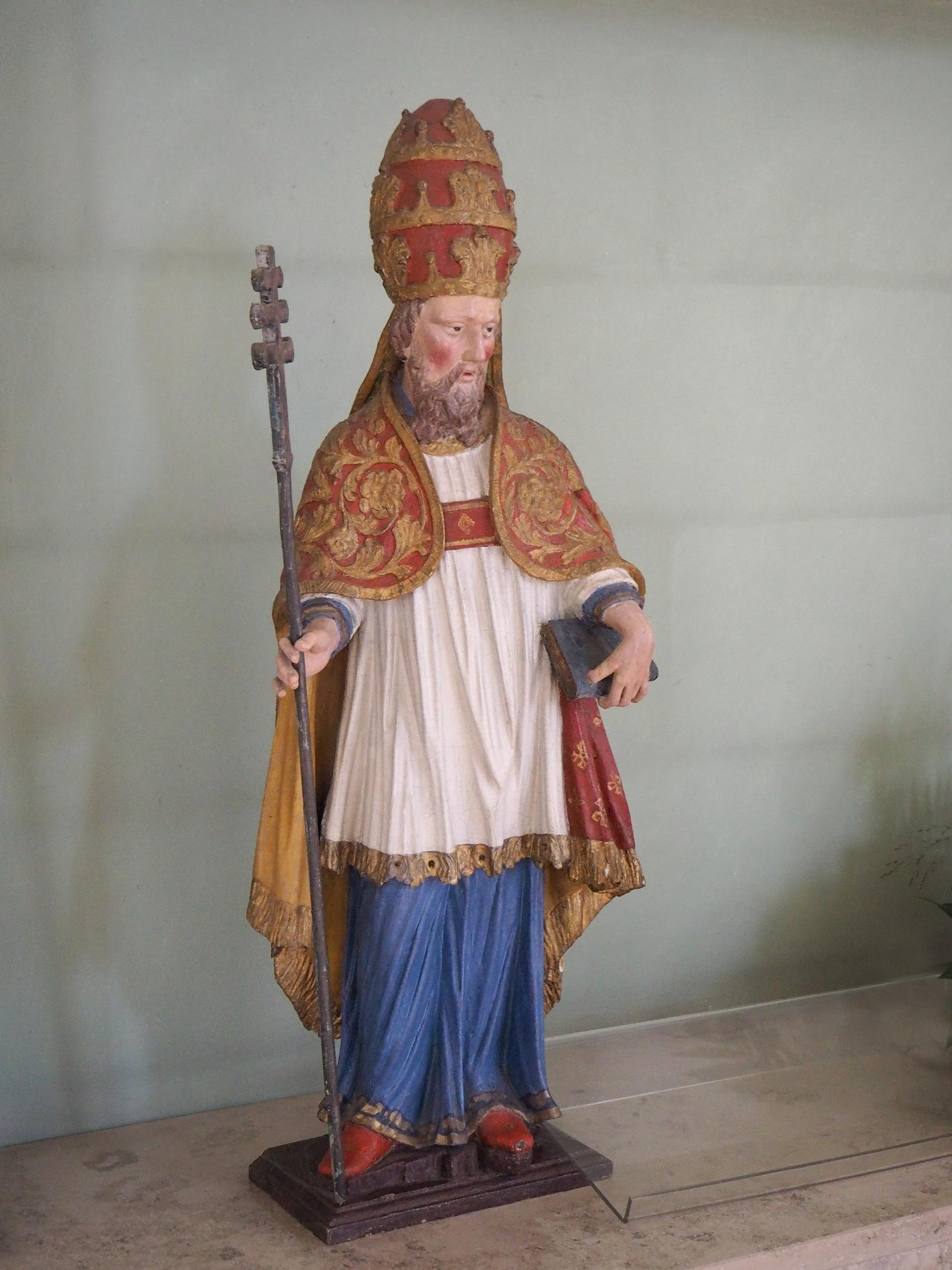
Urbanusstatue (1725)

## Glocken
Das Geläut besteht aus drei Stahlglocken aus dem Jahr 1922. Seit 1957 werden sie durch ein elektrisches Läutewerk betrieben. Ursprünglich verfügte St. Urbanus über drei Bronzeglocken, diese wurden für die Waffenproduktion in den Weltkriegen eingeschmolzen.

## Baugeschichte
Ein Vorgängerbau fand bereits 1489 Erwähnung. Es handelte sich um eine kleine Kapelle mit Chor und Schiffsjoch, die vermutlich im 14. Jahrhundert errichtet wurde.
Der Bau der jetzigen Kirche begann 1839, nachdem man die alte Kapelle abgerissen hatte. Die Einweihung fand 1841 statt. Um der gewachsenen Einwohnerzahl von Rhade Rechnung zu tragen, wurde die Kirche 1951 nach Osten erweitert. Dazu brach man die Chorwand ab. An der Nordseite entstand zudem eine neue Sakristei. Am Ende fanden in dem erweiterten Bau 290 Gläubige Platz.
Bei einer Renovierung im Jahr 1996 entstand eine neue Orgelbühne im Turm, zwei Jahre später konnte eine neue Orgel eingebaut werden.